# Шухаев, Василий Иванович
Василий Иванович Шухаев (12 [24] января 1887, Москва — 14 апреля 1973, Тбилиси) — русский и советский живописец, график, сценограф

, иллюстратор

, педагог. С 1920 по 1935 год — в эмиграции. После 1947 года жил и работал преимущественно в Тбилиси. Заслуженный деятель искусств Грузинской ССР (1962).

## Биография
Родился в Москве в семье Ивана Яковлевича Шухаева и Александры Ивановны, урожденной Куприяновой. Крещён в московской церкви Василия Кесарийского в Тверской ямской слободе.
Отец, бывший крестьянин деревни Мишуковой Короваевской волости Дмитровского уезда Московской губернии, обосновался в Москве, работал закройщиком в сапожной мастерской своего отца — деда художника. Родители умерли, когда В. И. Шухаев был ребёнком.
- 1897—1905 — Учёба в Императорском Строгановском центральном художественно-промышленном училище, Москва.
- 1906—1912 — Учёба вольнослушателем на живописно—скульптурном отделении Высшего художественного училища при Императорской Академии художеств, Санкт-Петербург.
- 1908 — Принят в учебную мастерскую живописи профессора Д. Н. Кардовского. Начало дружбы с Александром Евгеньевичем Яковлевым (1887—1938).

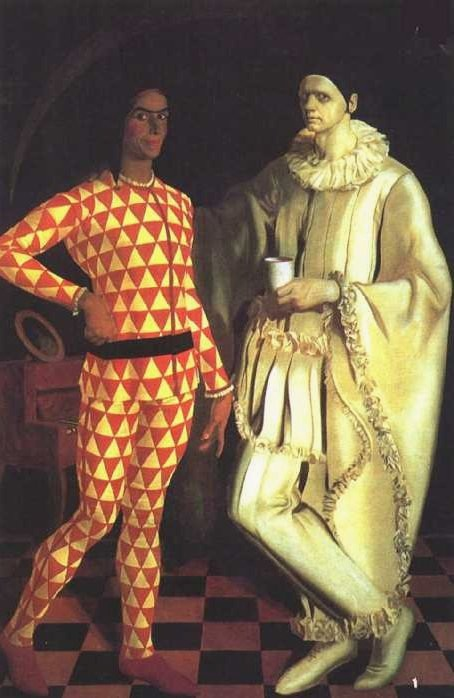
Автопортрет вместе с Александром Яковлевым в образе Пьеро и Арлекина. 1914

- Конец 1910 — начало 1912 — Сотрудничество с режиссёром В. Э. Мейерхольдом. Участие вместе с А. Е. Яковлевым в качестве актёров в пантомимах «Шарф Коломбины» (Дом интермедий), «Влюбленные» (дом адвоката Н. П. Кабричевского) и «Арлекин — ходатай свадеб» (Дворянское собрание), поставленных Мейерхольдом под псевдонимом Доктор Дапертутто.
- 1912, ноябрь — Завершение обучения с получением звания художника за картину «Вакханалия»[5]. Статья А. Н. Бенуа «Экзамен Академии» с положительным отзывом о ней. Награда в виде пенсионерской поездки в Италию от Кружка поощрения молодых художников в Риме (русского общества в Риме).
- Конец 1912 — ноябрь 1914 — Пребывание в Италии. Работа над картинами «Карусель», «Сусанна и старцы», «Поклонение волхвов» (не осуществлена).
- 1914, лето — Вместе с А. Е. Яковлевым путешествуют по Италии, посещают Капри, где работают над двойным автопортретом «Арлекин и Пьеро» (завершен В. И. Шухаевым в начале 1960—х годов).
- 1914, ноябрь — Досрочное возвращение в Петроград в связи с начавшейся Первой мировой войной.
- 1915, октябрь — Рижский фронт. Создание 35 графических портретов офицеров и солдат лейб—гвардии Уланского полка. До революции 1917 года хранились в Музее полка в Петергофе, ныне местонахождение неизвестно.
- 1916, январь — В качестве вольноопределяющегося вновь отправляется на Рижский фронт. С февраля по май создает свыше 50 портретов офицеров 4—го гусарского Мариупольского Елисаветы Петровны полка — подготовительные рисунки к картине «Полк на позициях».
- 1916, июнь — Получает отпускной билет из полка для работы в Петрограде над картиной «Полк на позициях» (1917, не завершена)
- 1916, июль—август — Вместе с А. Е. Яковлевым копирует фрески Дионисия в Ферапонтовом монастыре. По предложению архитектора А. В. Щусева оба начинают работу над эскизом росписи одного из залов Казанского вокзала в Москве (не осуществлено).
- 1916, 10 октября — Выдан диплом об окончании Академии Художеств и присвоении звания художника.
- 1916, ноябрь — Вместе с А. Е. Яковлевым по приглашению архитектора А. И. Таманова расписывает плафон особняка В. И. Фирсановой на Пречистенке в Москве.
- 1917 — Избран членом художественного объединения «Мир искусства». Вместе с Д. Н. Кардовским, А. Е. Яковлевым и Н. Э. Радловым создает профессиональный союз живописцев «Цех святого Луки». Завершает «Портрет Е. Н. Шухаевой».
- 1917, лето — рисует сангиной портрет Саломеи Андрониковой.
- 1918, октябрь — Принимает участие в праздничном оформлении Петрограда к первой годовщине Октябрьской революции: создает проект оформления Николаевского моста, переименованного в мост Лейтенанта Шмидта (ныне Благовещенский).
- 1920, февраль — Вместе с женой и художниками И. А. Пуни и К. Л. Богуславской по льду Финского залива переходит российскую границу, направляясь в Финляндию.
- 1920, февраль — 1921, январь — Живёт в финских поселках Мустамяки, Райвола, пишет пейзажи, портреты, натюрморты, сюжетные картины.
- 1920, 19 июня — Получает паспорт Особого комитета по делам русских в Финляндии для свободного проезда за границу, ждет от А. Е. Яковлева визу во Францию.
- 1921, январь — Переезжает из Финляндии через Англию во Францию, Обосновывается в Париже.
- 1921, лето — Вместе с женой В. Ф. Шухаевой и А. Е. Яковлевым проводит лето на острове Пор-Кро близ Тулона.
- 1921—1926 — Наряду с другими художниками оформляет спектакли-миниатюры парижского театра Н. Ф. Балиева «Летучая мышь» (Le Théâtre de la Chauve—Souris).
- 1922 — Оформляет спектакли парижского театра «Балаганчик» с участием М. А. Ефремовой и Л. А. Гаршиной. Начало сотрудничества с издательством Я. С. Шифрина «Плеяда». Работает над иллюстрациями к повести А. С. Пушкина «Пиковая дама».
- 1922—1923 — Вместе с художником А. В. Лошаковым оформляет кинофильм «Песнь торжествующей любви» (режиссёр Вяч. Туржанский; производство — «Альбатрос»); премьера — ноябрь 1923 года.
- 1923, лето — Живёт в поселке Гран-Кан (Нормандия); пишет картину «Рыбаки» и натюрморт «Хлебы. Нормандия».
- 1925—1926 — Готовит сценическое оформление опер Дж. Верди «Травиата» и П. И. Чайковского «Пиковая дама» для Русской частной оперы в Париже. Работает над иллюстрациями к трагедии А. С. Пушкина «Борис Годунов». Вместе с А. Е. Яковлевым расписывает концертный зал в доме Ф. Ф. Юсупова на тему «Сказки А. С. Пушкина в музыке».
- 1926 — Создает эскизы костюмов к кинофильму «Кармен» (режиссёр Жак Фейдер; производство — «Альбатрос»); премьера — ноябрь 1926 года.
- 1927 — Сотрудничает с парижским Театром Дуван-Торцова.
- 1928 — Автомобильные поездки по Франции; начало работы над серией французских пейзажей. Пейзажи Кассиса.
- 1929 — Весной пишет пейзажи Тюренна, Аржанты, летом — пейзажи юга Франции, виды городов Прованса.
- 1930 — Вместе с А. Е. Яковлевым создает роспись в доме Годар в Париже. Пишет «Портрет мадам Годар».
- 1930, лето — Вместе с А. Е. Яковлевым отдыхает и работает на острове Корсика.
- 1931 — Для гостиницы в Дивонн-ле-Бен, в Савойе (Франция), выполняет четыре больших живописных и восемь зеркальных (гравировка по амальгаме) панно.
- 1932 — Через Испанию совершает поездку во Французское Марокко с целью выполнения заказов по декоративному оформлению виллы паши в Касабланке и гостиницы в Рабате. На обратном пути в Париж проводит месяц в Испании, знакомясь с памятниками литературы и искусства.
- 1932—1934 — Продолжает работать в области портретной живописи. Пишет портреты И. Ф. Стравинского, Ф. И. Шаляпина, С. С. Прокофьева, Л. И. Прокофьевой. Вместе с А. Е. Яковлевым работает над оформлением балета—пантомимы «Семирамида» для антрепризы Иды Рубинштейн, Париж. Впервые выступает как карикатурист: для американского журнала «Vanity Fair» создает карикатуры на европейских политиков, писателей и общественных деятелей.
- 1935, март — Возвращается в СССР.
- 1935—1937 — Принят в члены Всекохудожника, Ленинградского отделения Союза советских художников (ЛОССХ) и Московского отделения Союза советских художников СССР (МОССХ).
- 1935 — Работает над эскизами росписей плафона для строящейся в Москве Библиотеки им. В. И. Ленина и эскизом панно для гостиницы Моссовета (не осуществлено). Едет в Кабардино-Балкарию для сбора материалов к книге «Молотьба».
- 1935—1936 — Готовит эскизы к спектаклю ленинградского Большого драматического театра им. М. Горького «Каменный гость» (не осуществлено).
- 1936 — Работает над эскизами монументальных росписей — плафона для санатория Наркомтяжпрома в Сочи и фрески для ЦПКиО им. А. М. Горького в Москве. Оформляет оперу Дж. Верди «Луиза Миллер» в Ленинградском государственном театре оперы и балета им. С. М. Кирова, создает эскизы оформления пьесы К. А. Тренева «Пугачевщина» в Киевском русском драматическом театре им. Леси Украинки и эскизы к пьесе М. Метерлинка «Синяя птица» для постановки в Киевском театре юного зрителя.
- 1937, 16 апреля — 1945, 28 февраля — Обвинен в шпионаже, осужден по статье 58 УК РСФСР и заключен «в исправтрудлагерь сроком на 8 лет». По тому же делу осуждена и сослана на Колыму жена художника, В. Ф. Шухаева.
- Начало 1938 — февраль 1939 — Работает на лесоповале в поселке Кинжал
- 1939, февраль — 1940, декабрь — Работает в ремонтном цехе 4—ой автобазы близ лагерного пункта Стрелка в бухте Нагаева и там же — художником—оформителем.
- С декабря 1940 — Работает в проектном бюро Магадана, оформляет Дом культуры им. А. М. Горького (впоследствии — Магаданский музыкально-драматический театр им. А. М. Горького).
- 1941 — «Фельдмаршал Кутузов» — первый спектакль, оформленный В. И. Шухаевым в театре Магаданского дома культуры им. А. М. Горького.
- До 29 апреля 1945 — Оформляет спектакли театра Магаданского дома культуры Им. А. М. Горького как заключенный. Неофициально является главным художником театра (до 1942 фамилия в афишах отсутствовала). Оформляет спектакли «Игра интересов», «Давным—давно», «Полководец Суворов» и др.
- 1945, 29 апреля — Освобожден «по отбытии срока наказания».
- 1945, 29 апреля —1947, 16 сентября — Как вольнонаемный работает в штате театра Магаданского дома культуры им. М. Горького (Административно—гражданского отдела Дальстроя) в должности «художника—постановщика I категории». Оформляет спектакли «Испанский священник», «Женитьба Белугина», оперу «Травиата» и другие.
- 1947, конец сентября — Переезжает в Тбилиси по приглашению дирекции Государственного драматического театра им. А. С. Грибоедова для оформления комедии А. Н. Арбузова «Встреча с юностью».
- С 1 октября — Работает над оформлением спектакля «Свадьба Кречинского».
- 1947—1948 — Оформляет оперу П. И. Чайковского «Евгений Онегин» в Государственном театре оперы и балета им. З. П. Палиашвили, Тбилиси.
- С 1948 — Работает главным художником Государственного театра им. К. Марджанишвили, оформляет спектакль «Учитель танцев».
- 1948, 22 декабря — 1949, 23 февраля — Повторный арест и заключение под стражу по делу Следственного комитета МГБ Грузинской ССР.
- 1949 — Приступает к созданию графической серии портретов деятелей литературы и искусства Грузии.
- 1950 — Пишет пейзажи Натанеби — поселка в Западной Грузии, создает этюды для картины «Сдача чайного листа».
- 1953 — Выселение из Тбилиси. «Я снова несколько месяцев без работы, без жилья, без возможности где-либо устроиться» (из письма В. И. Шухаева).
- 1954 — Завершает работу над картиной «Сдача чайного листа».
- 1955 — Оформляет спектакль «Давным—давно» по пьесе А. К. Гладкова в Киевском русском драматическом театре им. Леси Украинки (режиссёр Л. В. Варпаховский). Увлечён техникой энкаустики, создает выполненный энкаустикой «Автопортрет».
- 1956, 1 сентября — Военной Коллегией Верховного Суда СССР «дело В. И. Шухаева от 4 сентября 1937 г.» пересмотрено и с 4 сентября 1956 года прекращено.
- 1956—1959 — Летом продолжает писать пейзажи Цихисджвари. Совершенствует метод работы энкаустикой, создавая портреты Д. П. Гордеева и художника П. М. Блеткина.
- С 1960 — Начинает писать автобиографические заметки.
- 1961 — Создает цикл картин «Марокко» по этюдам 1932 года; переписывает в новой колористической гамме некоторые французские пейзажи 1930—х годов.
- 1963—1964 — Пишет портреты С. Д. Лебедевой, С. Т. Рихтера, А. М. Сараевой-Бондарь, Сосновская|Н. Д. Сосновской. Работает над циклом картин «Лестница жизни».
- 1965 — Пишет натюрморты и пейзажи окрестностей подмосковной Николиной Горы; работает над циклом картин, объединённых названием «Девять ремесел, десятое — нищета».
- 1966 — Создает цикл картин на темы абхазского народного эпоса.
- 1967 — Пишет «Портрет студентки Академии художеств Н. Нижарадзе», натюрморт «Канделябр и книги», «Кумганы», «Гладиолусы».
- 1969—1970 — Создает портреты Н. Д. Сосновской, В. Ф. Шухаевой, Оли Рудик.
- 1971—1972 — Продолжает работать над натюрмортами «Бегония у окна», «Туесок и балкарский кувшин», «Кисти в банке и палитра с красками». Пишет «Автопортрет в красной куртке», эскиз «Квартет».
- 1973 — Задумывает иллюстрации к повести И. С. Тургенева «Ася», делает первые наброски.
- 1973, 14 апреля — Скончался в Тбилиси. Похоронен на Сабурталинском кладбище[6]

## Преподавание
- 1915—1916 — Преподавание рисунка на Женских курсах высших архитектурных знаний Е. Ф. Багаевой (до 1916); рисунка и живописи — в Рисовальной школе княгини М. Д. Гагариной («Новой художественной мастерской» — до 1917). Создание заказного портрета Л. М. Реснер
- 1917—1918 — Работает профессором живописи, рисунка и декоративного искусства в натурном классе Петроградского училища технического рисования барона А. Л. Штиглица.
- 1918, 1 февраля — Советом профессоров бывшей Петербургской академии художеств избран профессором по живописному отделению.
- 1918, октябрь — 1920, январь — Руководит мастерской живописи и преподает рисунок в архитектурном классе Петроградских свободных художественно—учебных мастерских (бывшего ВХУ при АХ).
- 1921, 22 декабря — Вместе с А. Е. Яковлевым открывает прием учащихся в созданную ими в Париже частную художественную школу (мастерскую) на улице Campagne Premiére, 17 (14 округ); преподает там до 1930 года.
- 1926—1930 — Преподает в Русском художественно-промышленном институте, созданном Н. В. Глобой в Париже.
- 1929 — начало 1930-х — Преподает в художественной школе, основанной Т. Л. Сухотиной-Толстой, Париж.
- 1935, 1 апреля — 1937, 20 апреля — Профессор факультета живописи и руководитель персональной учебной мастерской в Ленинградском институте живописи, скульптуры и архитектуры Всероссийской академии художеств; преподаватель рисунка и акварели в Институте повышения квалификации архитекторов при Академии архитектуры СССР (Москва) с почасовой оплатой.
- 1948, 1 октября — Принят в Тбилисскую академию художеств на должность профессора кафедры рисунка.
- 1950, октябрь — Принят в члены Союза советских художников Грузии. В связи с отсутствием ученого звания переведён на должность старшего преподавателя кафедры рисунка Тбилисской академии художеств.
- 1958, 31 мая — Утвержден в ученом звании профессора по кафедре рисунка.

## Творчество

### Выставки
- 1918, январь — На выставке картин «Мир искусства» представляет графические портреты офицеров 4—го Мариупольского полка, созданную в Италии картину «Карусель» и «Портрет Е. Н. Шухаевой».
- 1921, 11 мая — Участвует в работе Комитета готовящейся в Париже выставки художников группы «Мир искусства».
- 1921, 15 ноября — 1 декабря — Первая персональная выставка (совместно с А. Е. Яковлевым). Париж, галерея Барбазанж.
- 1926, 15 мая — Открытие выставки произведений учеников В. И. Шухаева (Париж, 14—ый округ, бульвар Эдгара Кине, 12).
- 1929, 26 февраля — 8 марта — Персональная выставка в галерее Art Kodak, Брюссель.
- 1929, 1—17 августа — Персональная выставка в галерее Macquarie, Сидней.
- 1929, 31 октября — ноябрь — Персональная выставка в галерее (магазине) В. О. Гиршмана, Париж.
- 1936, 24 февраля — 7 марта — Персональная выставка в выставочном зале Всекохудожника в Москве и весной — Тициановском зале Академии художеств в Ленинграде.
- 1954 — Персональная выставка в Тбилиси, организованная Союзом советских художников Грузии.
- 1958 — Персональная выставка в залах Союза Художников СССР, Москва.
- 1962, 4—25 марта — Персональная выставка в Государственной картинной галерее Грузии, Тбилиси.
- 1962, декабрь — 1963, январь — Персональная выставка в залах ЛОСХа, Ленинград.
- 1967, 11 мая — июнь — Персональная выставка в связи с 80-летием со дня рождения в залах Тбилисской государственной академии художеств.
- 1968, октябрь — ноябрь — Персональная выставка в залах Научно-исследовательского музея АХ СССР, Ленинград.
- 1969, ноябрь — Персональная выставка в помещении мастерской народного художника Грузинской ССР Е. Д. Ахвелидиани, Тбилиси.
- 1971, апрель — Персональная выставка в выставочном зале издательства «Мерани», Тбилиси.
- 1972, осень — Персональная выставка в Тарту (Эстония).

## Книги, оформленные В. И. Шухаевым во Франции[7][8]
- Pouchkine, A. La Dame de pique. — Paris: J. Schiff rin, Éditions de la Pléiade, 1923.
- Tourguéniev, I. Premier amour. — Paris:J. Schiff rin, Éditions de la Pléiade, 1924. — (Les Auteurs classiques russes).
- Dostoievsky, Th. L’éternel mari. — Paris: J. Schiff rin, Éditions de la Pléiade, 1924. — (Les Auteurs classiques russes).
- Heine, H. Nuits fl orentines / traduction de A. Coeuroy; illustrations de G. Glucksmann; [сouverture de V. Shoukhaev]. — Paris: J. Schiffrin, Éditions de la Pléiade, 1925.
- Leskov, N. Le vagabond ensorcelé. — Paris: J. Schiff rin, Éditions de la Pléiade, 1925. — (Les Auteurs classiques russes).
- Pouchkine, A. Boris Godounov. — Paris: J. Schiff rin, Éditions de la Pléiade, 1925.
- Gogol, N. Récits de Pétersbourg. — Paris: J. Schiff rin, Éditions de la Pléiade, 1925. — (Les Auteurs classiques russes).
- Tchekhov, A. Une morne histoire. — Paris: J. Schiff rin, Éditions de la Pléiade, 1926. — (Les Auteurs classiques russes).
- Lermontoff . Un héros de notre temps. — Paris: J. Schiff rin, Éditions de la Pléiade, 1926. — (Les Auteurs classiques russes).
- Pechkoff , Z. La Légion étrangère au Maroc. — Paris: Marcelle Lesage, éditeur, 1927.
- Musset, A. de. Les deux maitresses. — Paris: J. Schiff rin, Éditions de la Pléiade, 1928.
- Maurras, Ch. L’anthropophage: Conte moral. — [Paris]: Éditions Lapina, [1930].

## Награды
- 1958, 17 апреля — В связи с декадой грузинского искусства в Москве награждён орденом «Знак Почёта».
- 1962, 19 апреля — В связи с 75-летием со дня рождения и 40-летием художественной деятельности удостоен звания заслуженный деятель искусств Грузинской ССР.

## Семья
С июля 1911 года был женат на Елене Николаевне Ежовой (1887—1965), студентке живописно-скульптурного отделения ВХУ при ИАХ. В марте 1912 года у них родилась дочь Марина. Брак закончился разводом.
Вторая жена (с 16 августа 1919) — Вера Фёдоровна Гвоздева (1896—1979), художник по тканям, заведующая художественной мастерской на Московском текстильном комбинате. Влюблённый в неё Илья Зданевич посвятил ей роман «Парижачьи» (1923). С 1937 по 1945 гг. репрессирована по ложному обвинению в шпионаже, отбывала срок в Магадане.

## Галерея

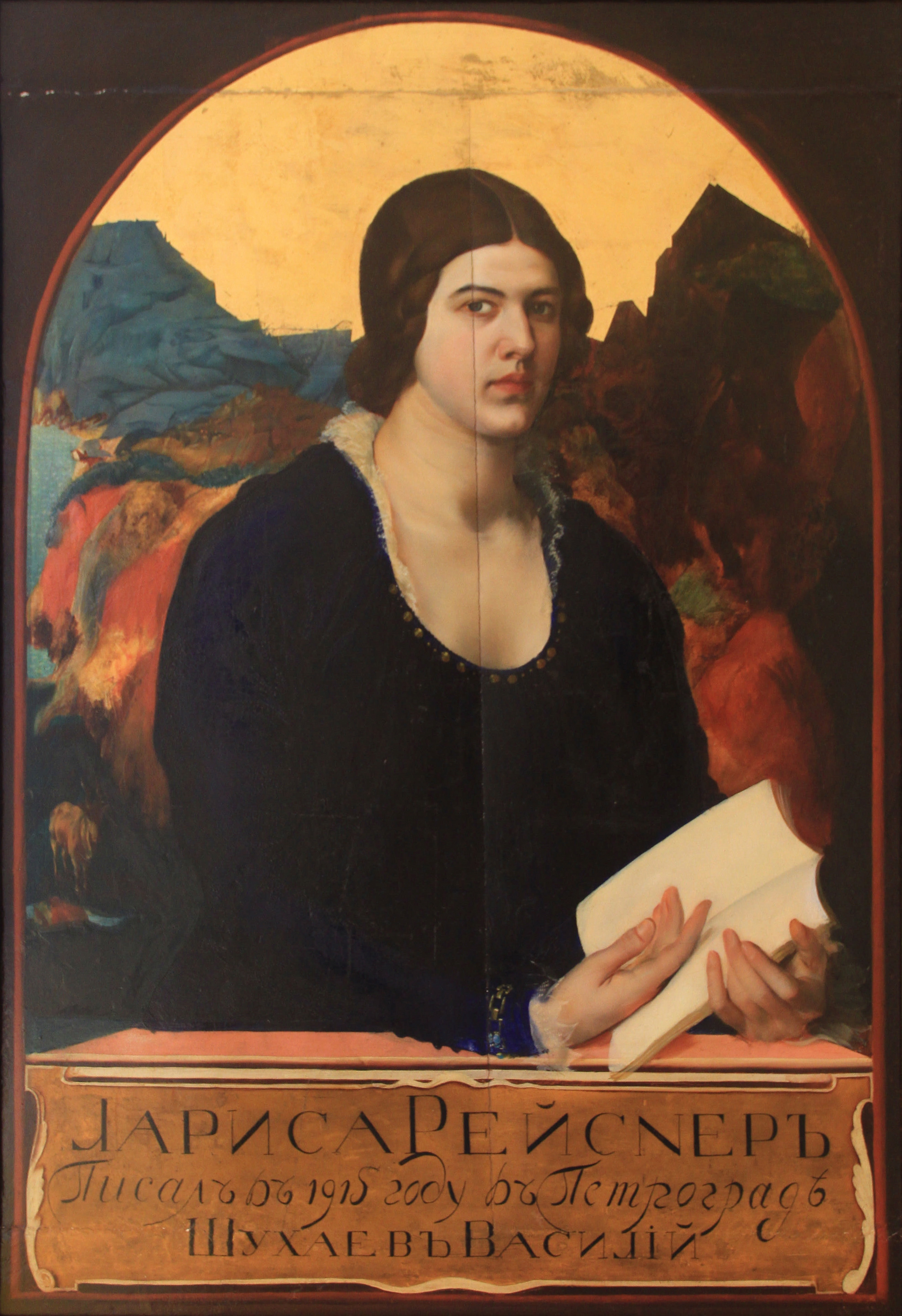
Портрет Ларисы Рейснер, 1915. Музей Серебряного века, Москва.
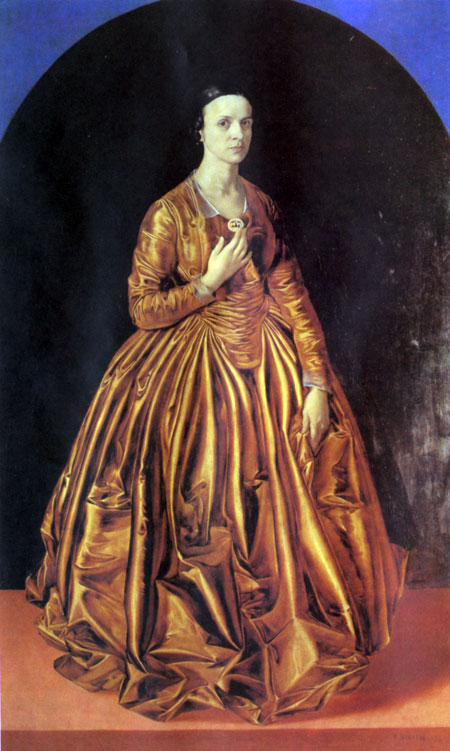
Портрет Е. Н. Шухаевой. 1917.
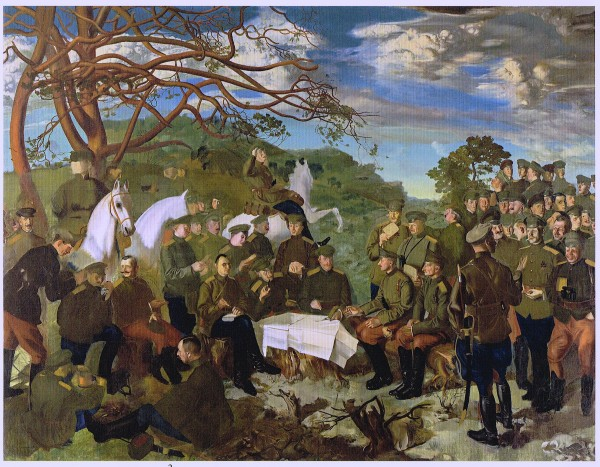
Полк на позициях (не окончена). 1917, Государственный Русский музей.

### Эскизы для картины «Полк на позициях»

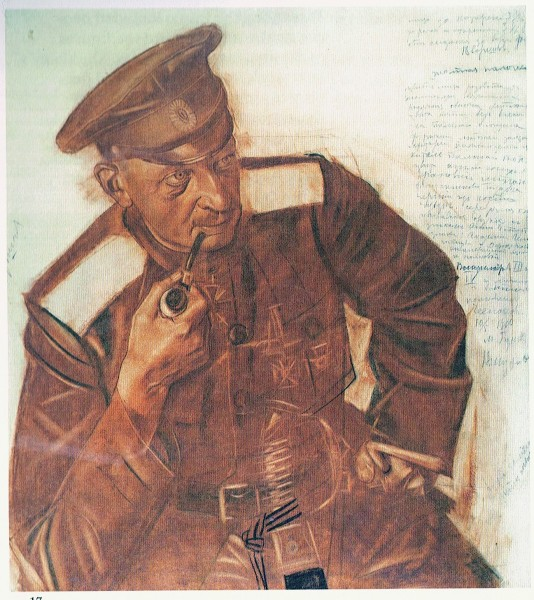
Полковник П. В. Чеснаков. ГРМ.
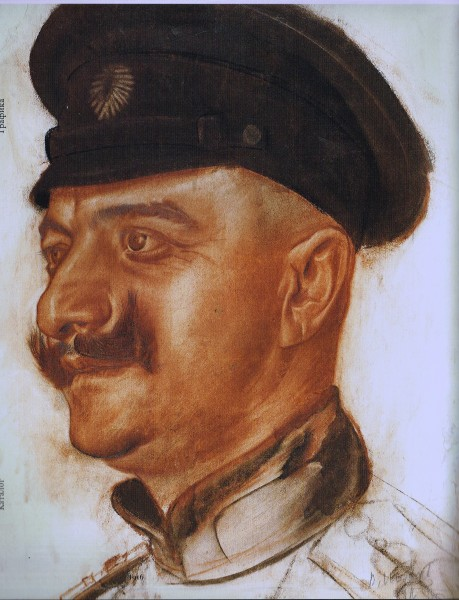
Поручик Г. Н. Олефиренко. ГМИИ им. А. С. Пушкина.
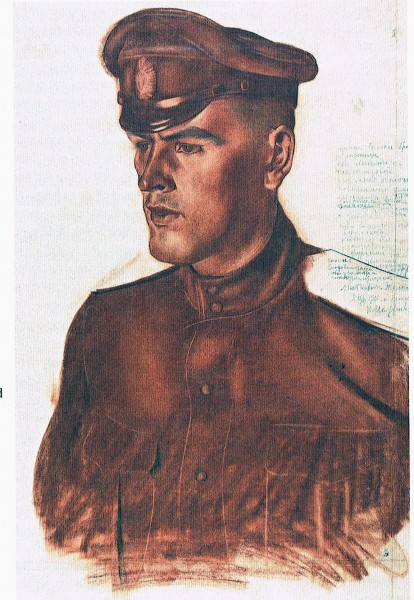
Прапорщик Л. Миткевич-Жолток. ГРМ.
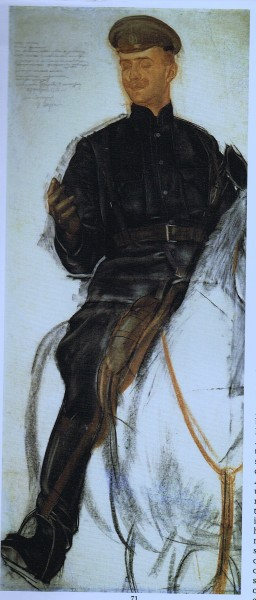
Поручик М. Т. Гордеев-Зарецкий. ГМИИ им. А. С. Пушкина.

## Ученики
- Акимов Николай Павлович (1901—1968)
- Белуха Евгений Дмитриевич (1889—1943)
- Володимиров Николай Николаевич (1910—2006)
- Гогуадзе, Альберт Иосифович (1935)